# Igbo
Igbo eller ibo (igbo: Ásụ̀sụ́ Ìgbò) är ett språk som talas i Nigeria av omkring 18 miljoner människor (1999). Det skrivs med det latinska alfabetet.
Det finns TV, radioprogram och Bibel på igbo.

## Ljudsystem
Igbo har 8 vokaler: a, e, i, ɪ, o, ɔ, u, ʊ. och 30 konsonanter. Igbo är ett tonspråk, med 2 toner.